# ميغيل بينينكاسا
ميغيل بينينكاسا (من مواليد 30 نوفمبر 1888، تاريخ الوفاة غير معروف) لاعب كرة قدم أوروغواياني لعب في ثلاث مباريات لفريق منتخب الأوروغواي لكرة القدم من عام 1914 إلى عام 1916. وكان أيضًا جزءًا من تشكيلة الأوروغواي المشاركة في بطولة أمريكا الجنوبية عام 1916.